# Cissus erosa
Cissus erosa là một loài thực vật hai lá mầm trong họ Nho. Loài này được Rich. miêu tả khoa học đầu tiên năm 1792.